# Social Marketing
Unter Social Marketing wird die Konzeption, Umsetzung und Evaluation von Strategien verstanden, die darauf abzielen, einen gesellschaftlichen Bewusstseinswandel herbeizuführen und gesellschaftlich relevante Werte, Einstellungen und Verhaltensweisen zu beeinflussen, zu erhalten oder bewusst zu machen. Oft wird es synonym verwendet mit Sozialmarketing bzw. Non-Profit-Marketing, dem Marketing für Non-Profit-Organisationen.
Social Marketing setzt auf die systematische Überzeugung zum freiwilligen Handeln, wo Instrumente wie der Preis, ordnungspolitische Maßnahmen oder staatliche Sanktionen als Steuerungsinstrument nicht adäquat sind. Social Marketing ist nicht zu verwechseln mit Social Media Marketing, einer speziellen Form des Onlinemarketings.

## Ziele
Durch Social Marketing im weiteren Sinne soll die Akzeptanz von gesellschaftlich erwünschten Einstellungen und Verhaltensweisen dauerhaft gefördert, unerwünschte Verhaltensweisen sollen geächtet werden.

## Beispiele
- Marketing für Bildungs- und Gesundheitseinrichtungen („Rettet Augenlicht!“)
- Umweltschutz (Energiesparen; Recycling „Ich war eine Dose“)
- Gesundheitliche Aufklärung („Gib AIDS keine Chance“, „Rauchen kann tödlich sein“)
- auch „Feel good“-Kampagnen für Positives Denken, ohne klar definierten Verhaltensappell, werden unter den Terminus Social Marketing subsumiert („Du bist Deutschland“).
- evtl. aber auch z. B. „Initiative für wahre Schönheit“ (Dove, Unilever), d. h. Engagements von Unternehmen
- Die Occupy Wall Street Bewegung, erfüllt nach L. Gordon Crovitz, Herausgeber des Wall Street Journal alle Voraussetzungen für „Social marketing“ und Astroturfing durch die zugehörige Stiftung Adbusters Media Foundation und deren Medien.[1]

## Reichweite
Kommunikation und Überzeugungsarbeit im Sinne von Social Marketing erfolgt auf globaler, nationaler, regionaler und/oder lokaler Ebene.

## Akteure
Social Marketing setzt an, wo die Instrumentarien von Regierung, Gesetzgebung und Verwaltung an ihre Grenzen stoßen, und wird daher oft durch gesellschaftliche Interessengruppen, privatwirtschaftliche Unternehmen und Medien im Verbund mit staatlichen bzw. supranationalen Institutionen betrieben. Wenngleich bislang wenig diskutiert existieren auch Meinungen, dass Social Marketing sich ebenso als Instrument für Unternehmen eignet (Leuser, 2008).

## Methoden und Instrumente
Social Marketing greift auf die Methoden kommerzieller Werbung und die Erkenntnisse der Soziologie, Psychologie und Verhaltenswissenschaft zurück, strebt dabei statt Überredung und Verführung in erster Linie argumentgestützte Überzeugung und die bewusste und somit dauerhafte Entscheidung des mündigen Bürgers für das pro-soziale Verhalten an. Social Marketing will intrinsische Motivation aufbauen, wo äußerer Zwang bzw. externe Anreize nicht greifen und gemeinschaftliches Handeln dauerhaft nur durch die Verinnerlichung entsprechender Werte entstehen kann. Social Marketing kommt beispielsweise im Rahmen des Gesundheitsmarketing zum Einsatz (z. B. Anti-Rauch-Kampagnen).
Da sozial erwünschte Verhaltensänderungen meist nicht unmittelbar mit einem individuellen ökonomischen Vorteil verbunden sind und Appelle an den finanziellen Eigennutz somit versagen, werden (statt rational-ökonomischen) nichtfinanzielle Motive angesprochen:
- individualistische Motive, wie Problemvermeidung und Ausdruck von Werten
- soziale Motive; Gruppenidentität
- altruistische Motive (z. B. Verantwortung für künftige Generationen)

Problembewusstsein, Überzeugung von der Notwendigkeit von Gegenmaßnahmen und entsprechender Handlungsanreiz fußen dabei meist auf einem Angstappell (z. B. Lungenkrebs, Treibhauseffekt, Gefahr für den Standort Deutschland usw.)
Der Erfolg von Social Marketing Programmen hängt wesentlich von der effektiven Nutzung der Medien ab. In der Regel wird eine breite Vielfalt von orchestrierten (d. h. fein aufeinander abgestimmten, subtil ineinandergreifenden und in ihrer Gesamtheit persuasiv wirkenden) Kommunikationsmethoden angewandt.

## Kampagnen und zielgruppenorientierte Maßnahmen
Effektives Produkt-Marketing erfolgt im Ansatz zielgruppenorientiert und macht eine Marktsegmentierung nach Typen erforderlich (z. B. „Uninteressierte Materialisten“, „Lustbetonte“, „Frustrierte“, „Gemeinwohlorientierte“, „individualistische“, „politisch Gebildete/Ungebildete“ usw.). Social Marketing erfordert aber oftmals Aufklärungskampagnen, die prinzipiell an alle Bevölkerungsgruppen gerichtet (undifferenziertes Marketing) und mit Streuverlusten und Ressourcenverschwendung verbunden sind, dafür auch Menschen erreichen wollen, deren Interesse für politische Themen in der Regel gering ausgeprägt ist.

## Legitimation
Social Marketing bezieht seine Rechtfertigung aus der nachweisbaren Nützlichkeit der angestrebten Verhaltensänderung für das Gemeinwohl wie auch für das Wohlergehen jedes Einzelnen. Der große Erfolg zahlreicher Social-Marketing-Kampagnen führt jedoch zunehmend nichtstaatliche Organisationen in Versuchung, ihre politischen Wertvorstellungen und die nur ihnen nützlichen Verhaltensweisen im Wege emotionalisierender und medienwirksamer Kampagnen zu propagieren und dabei die klassischen Institutionen der repräsentativen Demokratie zu umgehen.

### Kritik
Organisationen, die nicht demokratisch legitimiert sind, aber über die entsprechenden personellen und finanziellen Ressourcen verfügen, können so ihre Machtposition missbrauchen, um mit gesellschaftlichen Umerziehungsaktionen ihre partikulären Interessen durchzusetzen. Parlamente werden so übergangen und demokratisch gewählte Repräsentanten werden unter dem Druck der manipulierten Öffentlichkeit zu Getriebenen, denen Debatten aufgezwungen und Lösungswege diktiert werden. Insofern kann Social-Marketing als „demokratiegefährdende Mitregierung nichtstaatlicher Organisationen und als Indiz für eine entscheidende Schwächung staatlicher Souveränität“ (Baringhorst) gewertet und als „ein süchtigmachendes Gift für die liberale Demokratie“ (Josef Joffe) kritisiert werden.

## Belege
1. ↑  INFORMATION AGE, Occupy AstroTurf WSJ 29. Januar 2012 The 'movement' faded as soon as the tents were removed. von L. Gordon Crovitz